# 阿爾弗雷塔 (肯塔基州)
阿爾弗雷塔（英語：Alphoretta）是位於美國肯塔基州弗洛伊德縣的一個非建制地區。

## 地理
阿爾弗雷塔所處的海拔為高於海平面211米（即692英呎），而該地所採用的時區為UTC-5，即北美東部時區（EST）。同時該地設有夏令時間，為UTC-5調快一小時，即UTC-4（EDT）。